# 紐約醫情
《紐約醫情》（英語：The Knick），是Cinemax於2014年8月8日開始播映的有關醫療的連續劇。

## 外部連結
- 官方网站
- 互联网电影数据库（IMDb）上《紐約醫情》的资料（英文）